# Stoneana marthae
Stoneana marthae är en insektsart som beskrevs av Delong 1943. Stoneana marthae ingår i släktet Stoneana och familjen dvärgstritar. Inga underarter finns listade i Catalogue of Life.